# 林煥曦
林煥曦，广东肇庆市端州区人，清朝政治人物。同進士出身。
同治十三年（1874年），一篇文章三首诗词得登進士，任湖南绥宁县知县。现苍梧林焕曦旧居为梧州文物保护单位。